# 穿甲弹
穿甲彈（英文：Armor-piercing ammunition，简称armor-piercing或AP）顧名思義，是用來穿透裝甲的彈藥，分穿甲子弹和穿甲炮弹两类，前者主要用于射穿防弹背心和一些具有轻型防护的设备（反器材），后者用来破坏各类重型载具。“穿甲弹”一词通常指的是穿甲炮弹，從1860年代鐵甲艦出現後便主要用於擊穿戰艦的厚重裝甲，一戰出現坦克後亦逐漸用於對付各類陸上裝甲單位。

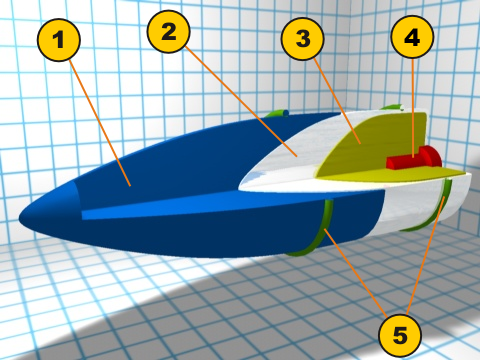
穿甲彈
1：风帽
2：彈芯（鎢、強化鋼、貧化鈾）
3：炸藥（TNT、RDX、HMX）
4：雷管
5：彈帶

## 原理
穿甲彈是以炮彈材料的硬度與形狀，加上裝藥在射擊時傳遞的動能，在與堅硬的目標接觸時穿透表面而達到破壞的效果。穿甲弹的威力取决于炮弹击中目标时的动能，和炮弹材料自身的物理特性。穿甲弹在炮管中被发射药加速后只受阻力和重力的作用，为了使穿甲弹在击中目标时仍然存有较大的速度，穿甲弹在设计时就必须采用有利于减小阻力的形状。穿甲彈除了用來反坦克以外，也可以用來對付其他堅固目標，或者使用在炸彈上，攻擊軍艦的水平防護裝甲。

## 歷史沿革

### 鐵甲艦時代
早期火炮所使用的是實心圓球炮彈及爆炸炮彈，在對付木質風帆戰艦時並沒有太大問題。但自1850年代末期，披著熟鐵裝甲的鐵甲艦出現之後便逐漸力不從心，因此便需要特別設計專門用於穿透裝甲的新式炮彈。
為此，威廉·帕利瑟爵士以自己研發的帕利瑟彈為基礎，發明了能硬化尖頭鑄鐵彈頭部的工藝。將彈頭朝下，尖端部分為鐵質模具，熾熱的金屬會在接觸模具的一瞬間降溫並變得非常堅硬（馬氏體的抗變形相變），而其餘部分則是普通的翻砂鑄造，讓金屬得以緩慢冷卻，保持韌性（抗碎裂）。
上述炮彈在對付熟鐵裝甲時十分有效。但到了1880年代，鐵鋼複合裝甲和純鋼裝甲的誕生使得前述炮彈無能為力。為此，以水淬火硬化彈尖的鍛鋼炮彈便取代了帕利瑟彈，最初的鍛鋼炮彈只是以普通的碳鋼製造，但隨著裝甲品質的提高，炮彈工藝也隨之改進。至此，便是最基礎的穿甲彈(AP)。
到了1890年代，陸續誕生了如哈維鋼、克虜伯鋼等以滲碳方式表面硬化的合金裝甲鋼，並開始應用於軍艦上。受表面硬化層影響，過往的穿甲彈在命中新式裝甲時極易碎裂，使穿甲性能暴降。於是彈體便隨之而改進，一是以鍛造或鑄造的方式往彈體鋼材中加入鎳、鉻等金屬，提高性能。再來就是在彈體尖端前面加上軟金屬帽——時稱「馬卡洛夫尖」——其發明者便是俄國將軍斯捷潘·馬卡羅夫。這種軟帽可以緩解部分衝擊力，避免炮彈主體受損或碎裂。這種披上軟帽的穿甲彈便是披帽穿甲彈(APC)。
為了增加炮彈在穿透裝甲後的殺傷力，於是在穿甲彈彈體中間加入炸藥（裝藥）的穿甲榴彈(APHE)便應運而生。這種炮彈在穿透裝甲後於內部空間爆炸，造成大量殺傷。因為需要在彈體中間挖出空腔以容納裝藥，因此穿甲榴彈的穿透性普遍會比穿甲彈差。
但是在面對輕裝甲目標時，穿甲彈/穿甲榴彈會發生過度穿透的問題，即炮彈命中目標後，因過薄的裝甲而無法引爆裝藥，並穿透另一邊裝甲，脫離目標。但是使用榴彈時亦會因為目標的輕裝甲而導致殺傷力大幅降低。為此，便產生了介於穿甲榴彈和榴彈(HE)之間半穿甲彈(SAP)。

## 種類

### 被帽穿甲弹（APC）
为了击穿有硬化工序的装甲，通过在弹头装备被帽，防止碎弹。由于高速的常规穿甲弹击中拥有表面硬化的装甲会导致碎弹，在弹头添加柔韧性强，平坦的被帽。被帽首先撞上装甲硬化表面并碎裂。在损坏硬化表面后，弹体会穿透没有硬化的装甲，避免碎弹。
由于被帽平钝，被帽穿甲弹有一定的转正能力，但是击中高倾角装甲仍易跳弹。被帽会增加阻力，所以通常伴随风帽（BC）使用

### 风帽穿甲弹（APBC）
使用风帽穿甲弹的穿甲弹一般弹头较钝，早期钝头穿甲弹转正高但风阻大，加装风帽大穿甲弹拥有类似的伤害以及更高的射程。

### 穿甲榴弹（APHE）
穿甲榴弹是一种动能化学弹药，在第二次世界大战时期常有装备。此弹药会在击穿装甲后在装甲内部爆炸，造成二次对敌方车组成员的杀伤。

### 高速穿甲彈/硬芯穿甲弹（HVAP/APCR）
另一稱呼為硬芯穿甲彈（APCR），為了擊穿更厚的裝甲，勢必要提高砲彈射擊後的動能，製造更大的砲彈，相對的要有更大的大砲來使用，一味的加大尺寸並不是唯一的方法。所以就在彈頭的材質上做點功夫，HVAP/APCR彈使用了比鋼鐵更堅硬的物料（如碳化鎢）制成直径较小的彈芯，弹芯外包裹一层轻金属（如铝）以保持炮弹口径不变。击中目标时，外层轻金属弹托留在装甲外，内部弹芯继续前进穿透装甲。由于整体质量比全口径弹轻，硬芯穿甲弹在动能相同的情况下具有更高的速度，能令小口徑火炮也能擊穿厚重的裝甲。缺點在于，由于质量较小，硬芯穿甲弹的动能会随速度降低迅速衰减，外层的弹托也会增加横截面积和空气阻力，導致有效射程變短，在遠距離難以命中目標，並且很容易跳彈。二战末期，APCR逐渐被原理相同，但弹托可分离减少阻力的脱壳穿甲弹取代。

### 複合非硬芯穿甲彈（APCNR）
與硬芯穿甲彈（APCR/HVAP）的設計相同，不過外层弹托是由比較軟的材質製造，為锥膛炮（Squeeze bore）而設，发射时外层弹托受挤压直径变小，横截面和阻力随之减少，从而提高初速增加穿透力。例子如英国安裝了利特爾約翰適配器 的QF 2磅炮和德国的7.5厘米Pak 41反坦克炮。缺点和硬芯穿甲弹类似，而且锥膛炮无法发射APCNR外的任何弹种，限制了对软目标的打击效果。

### 脫殼穿甲彈（APDS）
脫殼穿甲彈是傳統穿甲彈提升穿甲效果的改良型。脫殼穿甲彈將真正會與目標接觸的彈頭直徑縮小，外面以較輕的材質作成套筒包覆，在外觀上，與普通穿甲彈接近，直徑也相同，能夠繼續使用原有的火炮。
發射之後，當炮彈離開炮管時，因為壓力的關係，外層的套筒會迅速與中間的小直徑彈頭分离，只剩下中央的部分繼續前進。脫殼的意思就是將外層的套筒在發射初期脫離的步驟。
這種穿甲彈的好處是可以使用較大口徑的火炮，利用較多的裝藥提供的能量，集中在比傳統穿甲彈小的彈頭上，提高整體的穿甲能力，以及減少飛行過程中能量的耗損。但APDS采用自轉來克服章動效應，其長徑比不得大於7：1否則自轉無法提供足夠的穩定性。故彈頭較現代APFSDS顯得粗而短，接觸面的增大和彈芯較短使其穿甲能力也明顯遜色於APFSDS，APDS主要被二戰末期至冷戰前期的坦克使用。

### 尾翼穩定脫殼穿甲彈（APFSDS）

法國「箭」尾翼穩定脫殼穿甲彈（APFSDS）

彈體與脫殼穿甲彈類似，彈芯多由製程複雜的合金或陶瓷製造，擁有極高的硬度，最大差異在翼穩脫殼穿甲彈的彈芯尾部擁有尾翼，其功用在射擊後，彈芯在空中飛行的姿態能夠與射擊拋物線成一直線，接觸目標後動能集中在彈芯尖端貫穿目標，也就是說尾翼的功用是讓彈芯不在空中翻滾。缺點：尾翼會增加風阻，減少動能，易受側風影響，降低命中率。早期的APFSDS長徑比較小，大多在15：1左右，隨着技術的發展，現在的APFSDS長徑比已經在25：1左右，彈芯的質量增加了，動能和存速性也顯著的提高。APFSDS彈芯材質大多采用合金鋼，碳化鎢，貧鈾。